# Kaleidoscope Heart
Kaleidoscope Heart —en español: Corazón de Caleidoscopio— es el tercer álbum de estudio de la cantante y compositora Sara Bareilles , que fue lanzado el 7 de septiembre de 2010.

## Antecedentes
Bareilles declaró en su página web la razón detrás del título del álbum, "Escogí el nombre de los meses de registro antes de que yo terminé de escribir las canciones. Me encanta la imagen de esas palabras, y son realmente representativos de cómo me imagino mi corazón . Es una colorida pero fragmentado, suma siempre cambiante de todas las partes y piezas que lo componen. Un caleidoscopio es la herramienta que ayuda a dar sentido a la confusión. O por lo menos hace que sea agradable a la vista ".
También dijo que sufría de "bloqueo del escritor", después de su álbum debut Little Voice , sin embargo al escribir la canción "Uncharted", que se inspiró en esta canción para escribir el resto del disco. El título del álbum, "Kaleidoscope Heart" fue elegido por Bareilles de la lírica en el puente de "Uncharted".

## Lista de canciones
1. "Kaleidoscope Heart" – 1:02
2. "Uncharted" – 3:35
3. "Gonna Get Over You" – 4:16
4. "Hold My Heart" – 4:33
5. "King of Anything" – 3:29
6. "Say You're Sorry" – 3:41
7. "The Light" – 4:23
8. "Basket Case" – 4:12
9. "Let the Rain" – 3:40
10. "Machine Gun" – 4:08
11. "Not Alone" – 3:42
12. "Breathe Again" – 4:58
13. "Bluebird" – 4:04

- Datos: Q3214447